# Сморшки (Черниговская область)
Сморшки (укр. Сморшки) — часть села Гладкое, бывшее село в Козелецком районе Черниговской области Украины. Село было подчинено Патютынскому сельсовету.

## История
Решением Черниговского областного совета от 27.08.1990 года возобновил село Сморшки, ранее объединённое с селом Гладкое и подчинил село Патютынскому сельсовету. Решением Черниговского областного совета от 21.12.1994 года вновь были объединены сёла Сморшки и Гладкое в единое село Гладкое.

## География
Было расположено западнее села Патюты и восточнее села Гладкое. Сейчас образовывает восточную часть села Гладкое, что на берегу пруда. Улицей Гагарина сообщается с западной частью села Гладкое.

## Улицы
Ватутина, Гагарина, Жовтневая, Жукова, Победы, Попудренко, Пушкина